# Steffen Kanitz

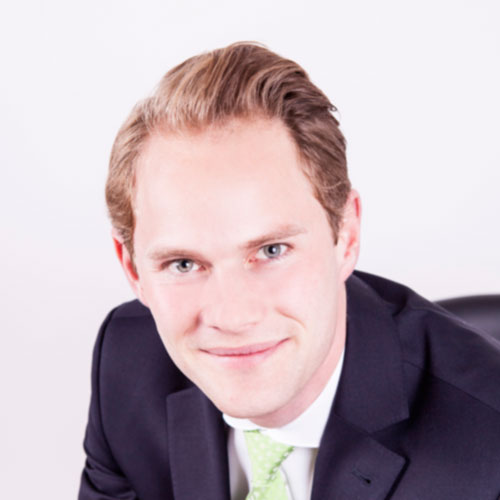
Steffen Kanitz

Steffen Kanitz (* 14. Februar 1984 in Dortmund) ist ein deutscher Politiker (CDU). Von 2013 bis 2017 war er Mitglied des Deutschen Bundestages.

## Leben und Beruf
Kanitz besuchte das Gymnasium an der Schweizer Allee in Dortmund-Aplerbeck, danach absolvierte er seinen Zivildienst in der Diakonie in Dortmund und studierte Betriebswirtschaftslehre an der Westfälischen Wilhelms-Universität in Münster. Das Studium schloss er im Februar 2009 als Diplom-Kaufmann mit  Schwerpunkt Controlling und Betriebliche Finanzwirtschaft ab. Er arbeitete bei Gelsenwasser als Mitarbeiter im Bereich Projektentwicklung. Im Jahr 2017 wurde er in den Aufsichtsrat der Bundesgesellschaft für Endlagerung berufen. Von August 2018 bis Juni 2023 war er Mitglied ihrer Geschäftsführung. Seit Juni 2023 ist Kanitz Vorstandsmitglied bei RWE Power und leitet dort den Bereich Kernenergie bzw. Rückbau der RWE-Atomkraftwerke.

## Politisches
Steffen Kanitz trat 2002 in die Junge Union ein, 2003 wurde er Mitglied des Kreisvorstandes der Jungen Union Dortmund und 2005 deren Kreisvorsitzender. Im Jahr 2005 trat er in die CDU ein und wurde 2007 zum stellvertretenden Kreisvorsitzenden der CDU Dortmund gewählt. Von 2009 bis 2020 war er Kreisvorsitzender der CDU Dortmund und seit 2012 stellvertretender Vorsitzender des CDU-Bezirksverbandes Ruhrgebiet. Im Juli 2017 wurde Kanitz kommissarisch zum Landesschatzmeister der CDU NRW ernannt, im Mai 2018 wurde er schließlich in dieses Amt gewählt. Dieses Amt hatte er bis 2023 inne, zu seiner Nachfolgerin wurde Patricia Peill gewählt.

## Abgeordneter
2008 wurde Kanitz als CDU-Direktkandidat im Bundestagswahlkreis Dortmund I nominiert. Bei der Bundestagswahl 2009 erreichte er 27,5 Prozent der Erststimmen. Bei der Bundestagswahl 2013 verfehlte er im Bundestagswahlkreis Dortmund II mit 32,2 der Erststimmen den direkten Einzug in den Bundestag, der ihm jedoch über Platz 20 der CDU-Landesliste in Nordrhein-Westfalen gelang.
Als Abgeordneter war er von 2014 bis 2016 ordentliches Kommissionsmitglied in der Kommission Lagerung hoch radioaktiver Abfallstoffe (Endlagerkommission) gemäß § 3 Standortauswahlgesetz. Er war stellvertretender Vorsitzender der Jungen Gruppe in der CDU/CSU-Bundestagsfraktion.
Bei der Bundestagswahl 2017 kandidierte Kanitz erneut erfolglos für den Bundestag. Im Bundestagswahlkreis Dortmund II erreichte er 28,1 Prozent der Erststimmen. Da die CDU-Landesliste, auf der er auf dem 16. Platz stand, nur bis Platz 11 zog, schied Kanitz aus dem Bundestag aus. Zum 1. Mai 2021 wäre er Nachrücker für den ausgeschiedenen Abgeordneten Oliver Wittke gewesen, verzichtete jedoch hierauf. Stattdessen rückte Tim Ostermann bis zum Ende der Legislaturperiode in den Bundestag nach.